# Sharruma

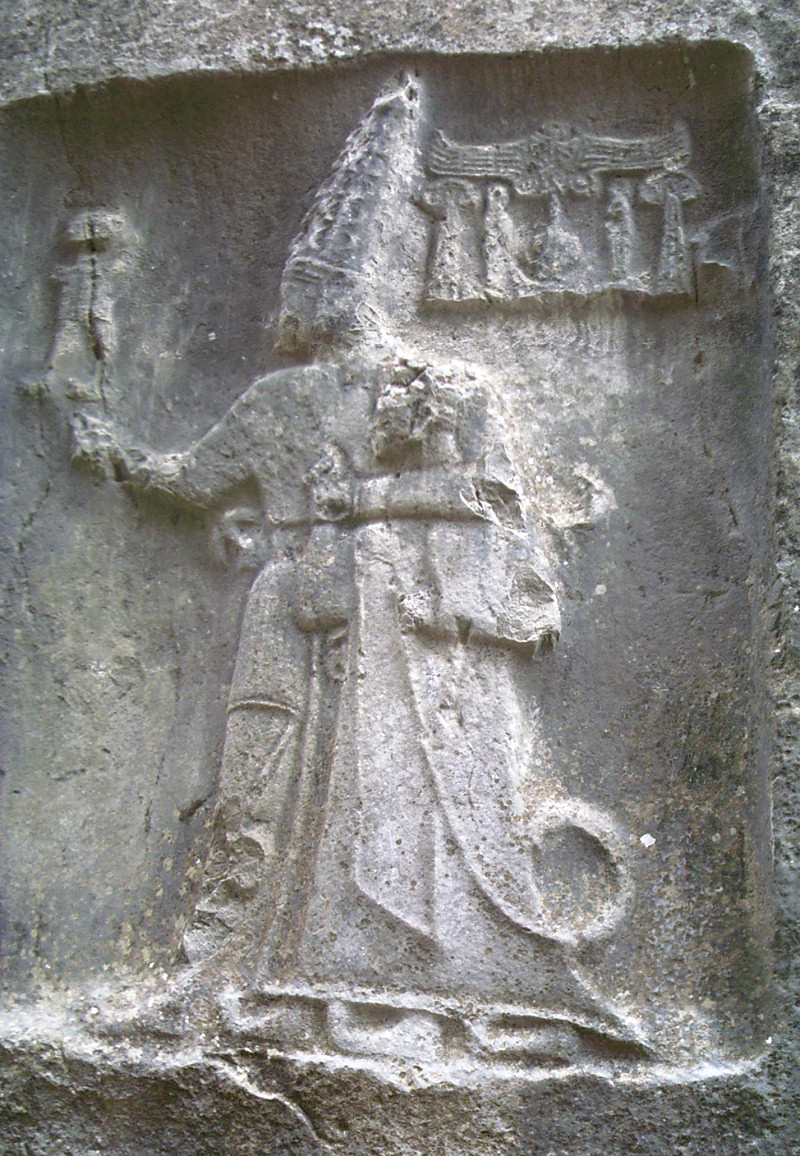
Rotsreliëf uit een heiligdom in de Hetthitische hoofdstad Hatussa, voorstellende Sharruma met koning Tudhalia (ca. 1250 - 1220 v.Chr.)

Sharruma of Sarruma is een mannelijke godheid in de Hurritische mythologie. Hij stamt af van Hepat, en zijn vader is Teshub. Hij wordt afgebeeld met een bijl terwijl hij een tijger berijdt.